# Шалон-дю-Мен
Шалон-дю-Мен (фр. Châlons-du-Maine) — муниципалитет во французском департаменте Майен, в регионе Земли Луары. Население — 603 (2008).
Расстояние до Парижа — 240 км, до Нанта — 130 км, до Лаваля — 14 км.

## Известные жители
- Жюль Ренар — французский писатель.